# 埼玉県第11区
埼玉県第11区（さいたまけんだい11く）は、日本の衆議院議員総選挙における選挙区。1994年（平成6年）の公職選挙法改正で設置。

## 区域

### 現在の区域
2022年（令和4年）公職選挙法改正以降の区域は以下のとおりである。熊谷市は全域が12区に移行した。
- 秩父市
- 本庄市
- 深谷市
- 秩父郡
- 児玉郡
- 大里郡

### 2022年以前の区域
2013年（平成25年）公職選挙法改正から2022年の小選挙区改定までの区域は以下のとおりである。
- 熊谷市（旧江南町域）
- 秩父市
- 本庄市
- 深谷市
- 秩父郡
- 児玉郡
- 大里郡

1994年（平成6年）公職選挙法改正から2013年の小選挙区改定までの区域は以下のとおりである。
- 秩父市
- 本庄市
- 深谷市
- 秩父郡
- 児玉郡
- 大里郡
  - 江南町
  - 岡部町
  - 川本町
  - 花園町
  - 寄居町

## 歴史
埼玉県で最も範囲が広く、かつ運輸大臣等を歴任した荒舩清十郎を輩出した旧埼玉3区以来の流れもあり、埼玉県で最も自民党が強い選挙区である。小選挙区制施行開始（特に第42回）以降「小泉龍司vs対立候補」の構図が続いている。小選挙区制下で二度目の第42回衆議院議員総選挙で、秩父市が地盤のベテラン加藤卓二から、深谷市を地盤とする無所属の小泉龍司が議席を奪取し自民党に入党したものの、小泉が郵政民営化法案に反対したため、第44回衆議院議員総選挙では、自民党の公認が得られなかったばかりか、深谷市長新井家光の実弟で埼玉県議会議員の新井悦二を刺客として打つけられ敗北。民主党による『政権交代。』のかかった第45回衆議院議員総選挙は、小泉が『連合埼玉』の支援を受けているため民主党が公認候補者を擁立をせず、自民党批判票を一手に受けた小泉が返り咲いた。また第46回、第47回では自民党会派に所属しながら無所属で、かつ自民党公認候補との戦いとなったが、地盤の強さを味方に大勝となった。第48回衆議院議員総選挙では、小泉が自民党に復党したため、前職の小泉と今野智博がいずれも自民党所属であったが、どちらも自民党の公認を得ることができず無所属で立候補して分裂選挙となり、小泉が当選し追加公認された。第49回衆議院議員総選挙以降は小泉は第43回以来となる自民党公認で出馬し続けて圧勝している。

## 小選挙区選出議員
| 選挙名                 | 年     | 当選者   | 党派       |
| ---------------------- | ------ | -------- | ---------- |
| 第41回衆議院議員総選挙 | 1996年 | 加藤卓二 | 自由民主党 |
| 第42回衆議院議員総選挙 | 2000年 | 小泉龍司 | 無所属     |
| 第43回衆議院議員総選挙 | 2003年 | 小泉龍司 | 自由民主党 |
| 第44回衆議院議員総選挙 | 2005年 | 新井悦二 | 自由民主党 |
| 第45回衆議院議員総選挙 | 2009年 | 小泉龍司 | 無所属     |
| 第46回衆議院議員総選挙 | 2012年 | 小泉龍司 | 無所属     |
| 第47回衆議院議員総選挙 | 2014年 | 小泉龍司 | 無所属     |
| 第48回衆議院議員総選挙 | 2017年 | 小泉龍司 | 無所属     |
| 第49回衆議院議員総選挙 | 2021年 | 小泉龍司 | 自由民主党 |
| 第50回衆議院議員総選挙 | 2024年 | 小泉龍司 | 自由民主党 |

## 選挙結果
時の内閣：第1次石破内閣 解散日：2024年10月9日 公示日：2024年10月15日
当日有権者数：33万4536人 最終投票率：49.26%（前回比： 3.61%） （全国投票率：53.85%（2.08%））
| 当落 | 候補者名 | 年齢 | 所属党派   | 新旧 | 得票数   | 得票率 | 惜敗率 | 推薦・支持 | 重複 |
| ---- | -------- | ---- | ---------- | ---- | -------- | ------ | ------ | ---------- | ---- |
| 当   | 小泉龍司 | 72   | 自由民主党 | 前   | 91,681票 | 58.07% | ――     | 公明党推薦 | ○    |
|      | 島田誠   | 66   | 立憲民主党 | 新   | 49,557票 | 31.39% | 54.05% |            | ○    |
|      | 柿沼遥輝 | 41   | 日本共産党 | 新   | 16,636票 | 10.54% | 18.15% |            |      |

時の内閣：第1次岸田内閣 解散日：2021年10月14日 公示日：2021年10月19日
当日有権者数：35万1863人 最終投票率：52.87%（前回比：1.42%） （全国投票率：55.93%（2.25%））
| 当落 | 候補者名 | 年齢 | 所属党派   | 新旧 | 得票数    | 得票率 | 惜敗率 | 推薦・支持 | 重複 |
| ---- | -------- | ---- | ---------- | ---- | --------- | ------ | ------ | ---------- | ---- |
| 当   | 小泉龍司 | 69   | 自由民主党 | 前   | 111,810票 | 61.94% | ――     | 公明党推薦 | ○    |
|      | 島田誠   | 63   | 立憲民主党 | 新   | 49,094票  | 27.20% | 43.91% |            | ○    |
|      | 小山森也 | 30   | 日本共産党 | 新   | 19,619票  | 10.87% | 17.55% |            |      |

時の内閣：第3次安倍第3次改造内閣 解散日：2017年9月28日 公示日：2017年10月10日
当日有権者数：35万9745人 最終投票率：54.29%（前回比：1.68%） （全国投票率：53.68%（1.02%））
| 当落 | 候補者名 | 年齢 | 所属党派              | 新旧 | 得票数   | 得票率 | 惜敗率 | 推薦・支持     | 重複 |
| ---- | -------- | ---- | --------------------- | ---- | -------- | ------ | ------ | -------------- | ---- |
| 当   | 小泉龍司 | 65   | 無所属 (自由民主党籍) | 前   | 88,290票 | 46.38% | ――     |                |      |
|      | 今野智博 | 42   | 無所属 (自由民主党籍) | 前   | 50,046票 | 26.29% | 56.68% | 自由民主党推薦 |      |
|      | 三角創太 | 29   | 希望の党              | 新   | 27,387票 | 14.39% | 31.02% |                | ○    |
|      | 柴岡祐真 | 33   | 日本共産党            | 新   | 24,624票 | 12.94% | 27.89% |                |      |

- 小泉は選挙直前に自民党に復党したため、小泉・今野両候補とも自民党所属であったが、どちらも公認を得られず無所属出馬となった。結果、小泉が当選し自由民主党に公示日に遡って追加公認された。
- 柴岡は2023年埼玉県知事選挙に立候補したが落選。
- 三角は第50回衆議院議員総選挙に埼玉16区から立憲民主党公認で立候補したが、比例で復活当選した。

時の内閣：第2次安倍改造内閣 解散日：2014年11月21日 公示日：2014年12月2日
当日有権者数：35万6578人 最終投票率：52.61%（前回比：4.63%） （全国投票率：52.66%（6.66%））
| 当落 | 候補者名 | 年齢 | 所属党派   | 新旧 | 得票数    | 得票率 | 惜敗率 | 推薦・支持 | 重複 |
| ---- | -------- | ---- | ---------- | ---- | --------- | ------ | ------ | ---------- | ---- |
| 当   | 小泉龍司 | 62   | 無所属     | 前   | 100,636票 | 55.35% | ――     |            | ×    |
| 比当 | 今野智博 | 39   | 自由民主党 | 前   | 53,276票  | 29.30% | 52.94% | 公明党推薦 | ○    |
|      | 柴岡祐真 | 30   | 日本共産党 | 新   | 27,904票  | 15.35% | 27.73% |            |      |

時の内閣：野田第3次改造内閣 解散日：2012年11月16日 公示日：2012年12月4日
当日有権者数：35万8995人 最終投票率：57.24%（前回比：12.54%） （全国投票率：59.32%（9.96%））
| 当落 | 候補者名 | 年齢 | 所属党派   | 新旧 | 得票数    | 得票率 | 惜敗率 | 推薦・支持 | 重複 |
| ---- | -------- | ---- | ---------- | ---- | --------- | ------ | ------ | ---------- | ---- |
| 当   | 小泉龍司 | 60   | 無所属     | 前   | 118,916票 | 60.51% | ――     |            | ×    |
| 比当 | 今野智博 | 37   | 自由民主党 | 新   | 55,288票  | 28.13% | 46.49% | 公明党推薦 | ○    |
|      | 柴岡祐真 | 28   | 日本共産党 | 新   | 22,334票  | 11.36% | 18.78% |            |      |

時の内閣：麻生内閣 解散日：2009年7月21日 公示日：2009年8月18日
当日有権者数：36万2044人 最終投票率：69.78%（前回比：1.54%） （全国投票率：69.28%（1.77%））
| 当落 | 候補者名 | 年齢 | 所属党派   | 新旧 | 得票数    | 得票率 | 惜敗率 | 推薦・支持   | 重複 |
| ---- | -------- | ---- | ---------- | ---- | --------- | ------ | ------ | ------------ | ---- |
| 当   | 小泉龍司 | 56   | 無所属     | 元   | 171,000票 | 70.67% | ――     | 連合埼玉支持 | ×    |
|      | 新井悦二 | 51   | 自由民主党 | 前   | 62,034票  | 25.64% | 36.28% |              | ○    |
|      | 黒田嘉寛 | 54   | 幸福実現党 | 新   | 8,948票   | 3.70%  | 5.23%  |              |      |

- 小泉は選挙当時、平沼グループ所属。

時の内閣：第2次小泉改造内閣 解散日：2005年8月8日 公示日：2005年8月30日
当日有権者数：36万3529人 最終投票率：68.24%（前回比：13.94%） （全国投票率：67.51%（7.65%））
| 当落 | 候補者名 | 年齢 | 所属党派   | 新旧 | 得票数   | 得票率 | 惜敗率 | 推薦・支持 | 重複 |
| ---- | -------- | ---- | ---------- | ---- | -------- | ------ | ------ | ---------- | ---- |
| 当   | 新井悦二 | 48   | 自由民主党 | 新   | 97,928票 | 40.14% | ――     |            | ○    |
|      | 小泉龍司 | 52   | 無所属     | 前   | 93,008票 | 38.12% | 94.98% |            | ×    |
|      | 八木昭次 | 34   | 民主党     | 新   | 36,119票 | 14.80% | 36.88% |            | ○    |
|      | 柿沼綾子 | 52   | 日本共産党 | 新   | 16,910票 | 6.93%  | 17.27% |            |      |

時の内閣：第1次小泉第2次改造内閣 解散日：2003年10月10日 公示日：2003年10月28日 最終投票率：54.30%（前回比：11.22%） （全国投票率：59.86%（2.63%））
| 当落 | 候補者名 | 年齢 | 所属党派   | 新旧 | 得票数    | 得票率 | 惜敗率 | 推薦・支持 | 重複 |
| ---- | -------- | ---- | ---------- | ---- | --------- | ------ | ------ | ---------- | ---- |
| 当   | 小泉龍司 | 51   | 自由民主党 | 前   | 123,057票 | 63.87% | ――     |            | ○    |
|      | 八木昭次 | 32   | 民主党     | 新   | 52,729票  | 27.37% | 42.85% |            | ○    |
|      | 柿沼綾子 | 51   | 日本共産党 | 新   | 16,873票  | 8.76%  | 13.71% |            |      |

時の内閣：第1次森内閣 解散日：2000年6月2日 公示日：2000年6月13日 最終投票率：65.52%（前回比：6.37%） （全国投票率：62.49%（2.84%））
| 当落 | 候補者名   | 年齢 | 所属党派   | 新旧 | 得票数   | 得票率 | 惜敗率 | 推薦・支持 | 重複 |
| ---- | ---------- | ---- | ---------- | ---- | -------- | ------ | ------ | ---------- | ---- |
| 当   | 小泉龍司   | 47   | 無所属     | 新   | 89,084票 | 38.79% | ――     |            | ×    |
|      | 加藤卓二   | 73   | 自由民主党 | 前   | 77,770票 | 33.87% | 87.30% |            | ○    |
|      | 黒田達也   | 37   | 民主党     | 新   | 37,286票 | 16.24% | 41.85% |            | ○    |
|      | 柿沼綾子   | 47   | 日本共産党 | 新   | 18,616票 | 8.11%  | 20.90% |            |      |
|      | 大川優美子 | 53   | 自由党     | 新   | 6,881票  | 3.00%  | 7.72%  |            | ○    |

- 前回落選の田並は埼玉県第12区から出馬し、比例復活当選。

時の内閣：第1次橋本内閣 解散日：1996年9月27日 公示日：1996年10月8日 最終投票率：59.15% （全国投票率：59.65%（8.11%））
| 当落 | 候補者名 | 年齢 | 所属党派   | 新旧 | 得票数   | 得票率 | 惜敗率 | 推薦・支持     | 重複 |
| ---- | -------- | ---- | ---------- | ---- | -------- | ------ | ------ | -------------- | ---- |
| 当   | 加藤卓二 | 70   | 自由民主党 | 前   | 78,705票 | 39.14% | ――     |                | ○    |
|      | 田並胤明 | 63   | 無所属     | 元   | 51,775票 | 25.75% | 65.78% | 新進党・民主党 | ×    |
|      | 小泉龍司 | 44   | 無所属     | 新   | 37,444票 | 18.62% | 47.58% |                | ×    |
|      | 平沢義郎 | 60   | 日本共産党 | 新   | 18,336票 | 9.12%  | 23.30% |                |      |
|      | 加藤裕康 | 51   | 無所属     | 新   | 10,044票 | 5.00%  | 12.76% |                | ×    |
|      | 新井勝   | 50   | 新社会党   | 新   | 4,769票  | 2.37%  | 6.06%  |                | ○    |